# Гарсия, Мария дель Рефухио
Мария дель Рефухио Гарсия (исп. María del Refugio García; ок. 1898—1970) — мексиканская общественная деятельница, важная фигура на раннем этапе борьбы за права женщин в Мексике.

## Ранние годы
Гарсия родилась в районе озера Уруапан в Мексике. Её отец был сельским врачом. Она произнесла свою первую речь перед сельскими жителями, когда была ещё девочкой, носившей тогда, как она сама описывала, короткие юбки и косы. Мария призывала слушающих защищаться от тирании диктатора — мексиканского президента Порфирио Диаса. Вскоре она приобрела репутацию радикального оратора.

## Политика
На первом мексиканском конгрессе, состоявшемся в Мехико в 1934 году, Гарсия поддержала марксистский тезис о том, что проституция вызвана бедностью и никогда не будет искоренена, пока господствует капиталистическая система. Она призвала к массовым народным кампаниям по улучшению условий жизни бедных, а также по просвещению женщин. Гарсия полагала, что у человека просыпается самоуважение только при условии равной оплаты за равный труд, и что женщинам не нужно будет заниматься проституцией, если еда станет более дешёвой, будет предоставляться государственное жильё, бесплатные детские учреждения, школа, учебники и школьное питание. Гарсия регулярно появлялась на страницах Machete, журнала Коммунистической партии Мексики. В 1935 году она была среди учредителей Единого фронта за права женщин. Гарсия сотрудничала с радикальными группами суфражисток, призывавшими внести поправки в гражданский кодекс, которые предоставили бы женщинам равные политические права. Они также выступали за изменение аграрного кодекса, чтобы дать женщинам право подавать заявки на предоставление государственных земельных субсидий. Гарсия обращала внимание и на правам рабочих, призывая предоставить всем женщинам право отпуска по беременности и родам, оказывать поддержку женщинам из числа коренных народов, чтобы они занимали достойное место в обществе и политике, а также помогать безработным женщинам путём создания центров занятости. На пике своей деятельности «Единый фронт» насчитывал около 50 000 женщин, объединённых в более чем 800 женских групп.

## Выборы 1937 года
В 1937 году мексиканские феминистки оспаривали формулировку в Конституции Мексики, касающуюся того, кто является гражданами страны — в документе не было указано, что «мужчины и женщины». Таким образом они боролись за избирательное право женщин. Гарсия баллотировалась на выборах в Палату депутатов Мексики в качестве кандидата от Единого фронта от своего родного округа Уруапан. Она выиграла с огромным отрывом, но ей не выдали мандат, поскольку для этого правительству сначала надо было внести поправки в Конституцию. В ответ Гарсия объявил голодовку возле резиденции президента Ласаро Карденаса в Мехико и держала её в течение 11 дней в августе 1937 года. Карденас, в свою очередь, пообещал изменить статью 34 Конституции в сентябре того же года. К декабрю поправка была принята Конгрессом, и женщины получили статус полноправных граждан. Однако право голоса женщинам в Мексике не предоставлялось до 1958 года.

## Преподавание
Гарсия преподавала в сельскохозяйственной школе Ла-Уэрта, где вела семинары по научному материализму и другим подобным марксистским доктринам.

## Смерть и признание
В своё время Гарсия была одной из самых известных женщин Мексики. Несмотря на её громкую выборную кампанию и участию в политике, она умерла, вероятно, в нищете, где-то в 1970-х годах. Ныне её имя появляется преимущественно в научных книгах по истории Мексики начала XX века.